# Campsicnemus calcaratus
Campsicnemus calcaratus är en tvåvingeart som beskrevs av Grimshaw 1901. Campsicnemus calcaratus ingår i släktet Campsicnemus och familjen styltflugor. Inga underarter finns listade i Catalogue of Life.